# Дорняну, Ирина
Ирина Дорняну (рум. Irina Dorneanu; 3 марта 1990, Сучава)     — румынская гребчиха, трёхкратная чемпионка Европы.

## Биография
На летних Олимпийских играх 2012 года в  Лондоне заняла четвёртое место в гонке женских восьмёрок.